# Accalathura triodea
Accalathura triodea är en kräftdjursart som beskrevs av Gary C.B. Poore och Lew Ton 1990. Accalathura triodea ingår i släktet Accalathura och familjen Leptanthuridae. Inga underarter finns listade i Catalogue of Life.